# استیتن (اورگن)
استیتن (به انگلیسی: Stayton) شهری در شهرستان ماریون ایالت اورگن است و در سرشماری سال ۲۰۱۱ میلادی، ۷٬۶۴۴ نفر جمعیت داشته که نسبت به سال ۲۰۱۰، ۰٫۲۱ درصد رشد جمعیت داشته‌است.

## موقعیت جغرافیایی
موقعیت جغرافیایی شهرها و مناطق اطراف به شرح زیر است: